# 添野義二
添野 義二（そえの よしじ、1947年9月29日 - ）は、日本の空手家（士道館九段）・キックボクサーであり、世界空手道連盟士道館館長・キックボクシング「そえのジム」会長。極真会館出身で、城西の虎・極真の猛虎などの異名を持ち、山崎照朝と共に極真の龍虎と呼ばれていた。
土方歳三に憧れていた事から一時期、添野 義三（そえの よしぞう）とも名乗っていた。士道館最高師範の添野達一は長男。

## 来歴
埼玉県所沢市出身。1964年9月1日に極真会館に入門。館長の大山倍達を筆頭に、大山道場時代からの師範代である石橋雅史・黒崎健時らが指導を行っていた。先輩には大山茂・大山泰彦・千葉真一・郷田勇三・中村忠・加藤重夫・藤平昭雄・芦原英幸らがいた。
1966年に城西大学進学後、同大学の空手道部を極真会館傘下に変更した。後輩に二期生の高木薫、三期生の三浦美幸・吉岡幸男、六期生に花澤明がいる。1967年4月15日に黒帯（初段）を允許された。
1969年4月からNETは、TBS・日本テレビに続き、ワールドキックボクシングを放映すると決定した。NETはムエタイ選手や日本拳法空手道ら空手の各流派に出場要請をして選手集めをする他、極真会館へも同年2月に参戦依頼をしてきた。大山倍達は当時の高弟から山崎照朝・添野義二・及川宏を選出し、極真ジム所属として参戦させ、彼らは「極真三羽烏」と紹介された。4月15日にデビュー戦を行い、沢村忠の連勝記録をストップしたムエタイのカンナンパイ・ソントーンに惜敗したが、試合内容から「沢村より強い」と注目を集めた。キックボクシングの戦績は11戦9勝2敗9KOと本人は語っているが、当時の月刊ゴングでは6勝3敗と紹介している。高木薫は「添野義二先輩の組手は、自分も打つが敵にも打たせる、いわばパワーで押すタイプの組手だったので、試合が終わると1～2週間位は寝込むという日が試合毎に続いていた」と語るとおり、添野のキックボクシングは「打たせて打つスタイル」であった。結局、試合後のドクターチェックで脳波に異常が見られると宣告され、キックボクシングから引退した。同年9月20日、極真会館主催の第1回オープントーナメント全日本空手道選手権大会では決勝リーグ戦で長谷川一幸に勝利したものの、山崎照朝に敗れ、準優勝で終わった。同年、都下埼玉支部長に就任。併せてキックボクシング「そえのジム」を開設した。
1970年9月26日の第2回全日本選手権では決勝リーグに進出するものの、山崎・長谷川に破れ、3位に入賞した。1972年10月22日、2年ぶりに出場した第4回全日本選手権ではBブロック決勝で佐藤俊和と対戦。右中段前蹴りで技ありを奪われると、添野は必死に反撃して顔面にパンチを入れてしまう。しかし、佐藤は怯む事なく前へ前へと攻勢に出たので、互いに一歩もひかない打撃戦を展開した。添野は右膝蹴りを腹部に決められ、一本負けして5位に入賞。これを最後に選手権大会から引退した。
1979年11月、第2回オープントーナメント全世界空手道選手権大会では準決勝戦の三瓶啓二対ウィリー・ウィリアムスの主審を務め、再三の掴みによる膝蹴りを行うウィリーを裏投げして抑え、「失格」と反則負けを宣告した。
1980年9月、添野は極真会館から除名処分される（当時の段位は五段）。理由は「刑事事件を起こしたから」とされているが、添野は起訴されなかった。しかし、復帰が認められなかった事から「大山倍達と梶原一騎の対立のあおりで、添野がスケープゴートにされた」、「 (当時の規則で全日本チャンピオンは出身地に道場を開ける) を活用した 盧山初雄が川口市に支部を開設した。既に埼玉県内を管轄していた添野と盧山の間で争いが生じ、盧山に大山が肩入れした」など、本当の理由は別にあると当時は報道され、「添野を陥れようとした極真会館側の捏造であった可能性も高い」と報じるメディアもあった。
1981年、会長に梶原を迎え新格闘術士道館を設立。後に真樹日佐夫らと世界空手道連盟を組織し、「世界空手道連盟 士道館」を設立し、現在に至る。

## 人物
- 空手バカ一代では、重要人物の一人として登場した。
- プロレスラーの三沢光晴にエルボーを伝授し、川田利明にもキックを習得させた。

- 極真会館からは除名されたが、大山倍達との個人的な交友は続いており、池袋のサウナでよく顔を合わせていたという。大山夫人の智弥子も倍達と喧嘩すると添野夫人の元へよくやって来た。晩年の大山は添野に会う度に「詫び状書いて（極真に）戻って来い。」と口癖のように言っており、添野も既に士道館を設立してる以上元鞘には戻れないが、「友好団体になりましょう。」と答え、大山は「早くその手紙書け！」とせかしたという。大山が逝去した時、添野は極真本部に駆けつけ、人目も憚らず号泣した。しかし、後年発表された書籍「添野義二 極真鎮魂歌」（小島一志・著）にて、実際にはこの行為はマスコミ向けのポーズであり、前述のサウナでの一件も実際は大山に対して怒りをぶつけ、罵倒するなどしており、同書にてその本心(大山に対する怒り、憎しみなど)をぶちまけている。同書にて前書き、後書き、解説などを担当した小島は、どんなに大山が欠点だらけの悪人でも、彼は自分達の父親のようなものだから憎めず、嫌いにはなれないとし、また添野自身の言葉として、自身の大山批判の根底には大山への愛情や尊敬があり、これを只の批判と受け取るのは底が浅い人間だと主張している。
- マイケル・ジャクソンとも親交があり士道館公認 名誉五段を授けている。

## 主な成績
- 第1回オープントーナメント全日本空手道選手権大会 準優勝
- 第2回全日本選手権 3位
- 第4回全日本選手権 5位

## 出演
映画
- けんか空手 極真拳 （1975年、東映）
- 地上最強のカラテシリーズ - 本人